# Ashbourne (Irland)
Ashbourne (irisch Cill Dhéagláin) ist eine Minderstadt (Town) im County Meath in der Republik Irland mit 15.680 Einwohnern (2022). Ashbourne liegt in einer Höhe von ca. 73 m.

## Geschichte
Nach archäologischen Ausgrabungen ist die Gegend seit der Jungsteinzeit besiedelt. Eine bronzezeitliche Siedlung fand sich beim Bau der Autobahn M2 in der Gemarkung Rath. Vom 13. Jahrhundert bis zum 19. Jahrhundert wurde die Town Killegland oder Kiledglan genannt. Der gälische Name kommt von Cill (Kirche) und dem Personennamen Declan (also: Declans Kirche). 
Der Normanne Hugh de Lacy ließ hier befestigte Häuser und Motten errichten. Er belehnte die Familie Wafre mit einem großen Teil von Killeglan, die 1420 wohl ausstarb, aber in dieser Zeit auch noch das Killeglan Castle errichtete, das heute nicht mehr existiert. Es folgte die Herrschaft der Segrave- oder Sydgrave-Familie. Mit den Penal Laws wurde Killeglan Castle nicht mehr genutzt und verfiel. Die heutige moderne Stadt geht auf die Ansiedlung von Freerick Bourne zurück, der das Land Anfang des 19. Jahrhunderts kaufte. Er benannte die Siedlung nach seinem Lieblingsbaum, der Esche (englisch Ash) und seinem Namen, „Ashbourne“. Durch die Investitionen Bournes florierte die Siedlung und wurde schnell größer.
Am 28. April 1916 überfielen im Rahmen des sog. Easter Rising Teile der Irish Volunteers unter Thomas Ashe, das sog. „Fingal-Battalion“, die Kaserne der Royal Irish Constabulary. Dieser Überfall wurde in der irischen Geschichte als siegreiche „Schlacht von Ashbourne“ bezeichnet. An der Rath-Kreuzung in Ashbourne befindet sich ein 1959 errichtetes Denkmal zur Erinnerung an die Ereignisse von 1916.

## Bedeutung
Bis in die 1970er Jahre wohnten ca. 400 Menschen in Ashbourne. Als Pendlerort für das Nahe Dublin entwickelte sich die Bevölkerung rasant. Ab den 1990er Jahren stieg die Bevölkerung auf über 4000 Einwohner. Seit 2011 ist es die einwohnerreichste Ortschaft im County Meath hinter Navan.

## Sehenswürdigkeiten
- Kirche der Unbefleckten Empfängnis (Church of the Immaculate Conception): Die katholische Kirche wurde in den 1880er Jahren erbaut.
- Emerald Park (Früher: Tayto Park) ist ein 2010 eröffneter Freizeitpark mit Zoologischem Garten.
- Cú Chulainn ist die bislang weltweit längste Holzachterbahn, die 2015 im Freizeitpark Emerald Park errichtet wurde.
- Toradh Gallery in der Bibliothek, Ausstellung zeitgenössischer irischer Kunst
- City centre mit der Killegland Street

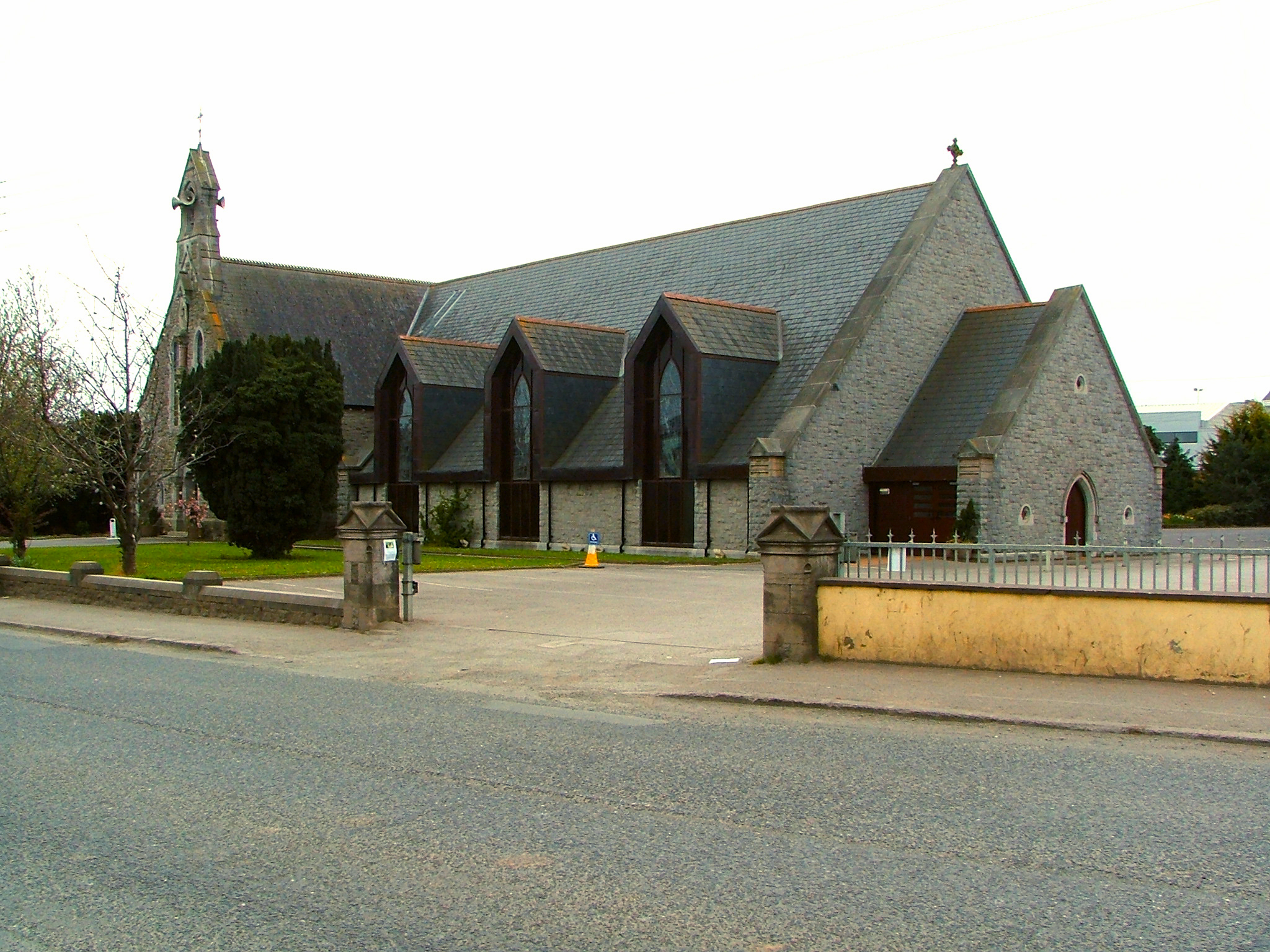
Kirche der Unbefleckten Empfängnis
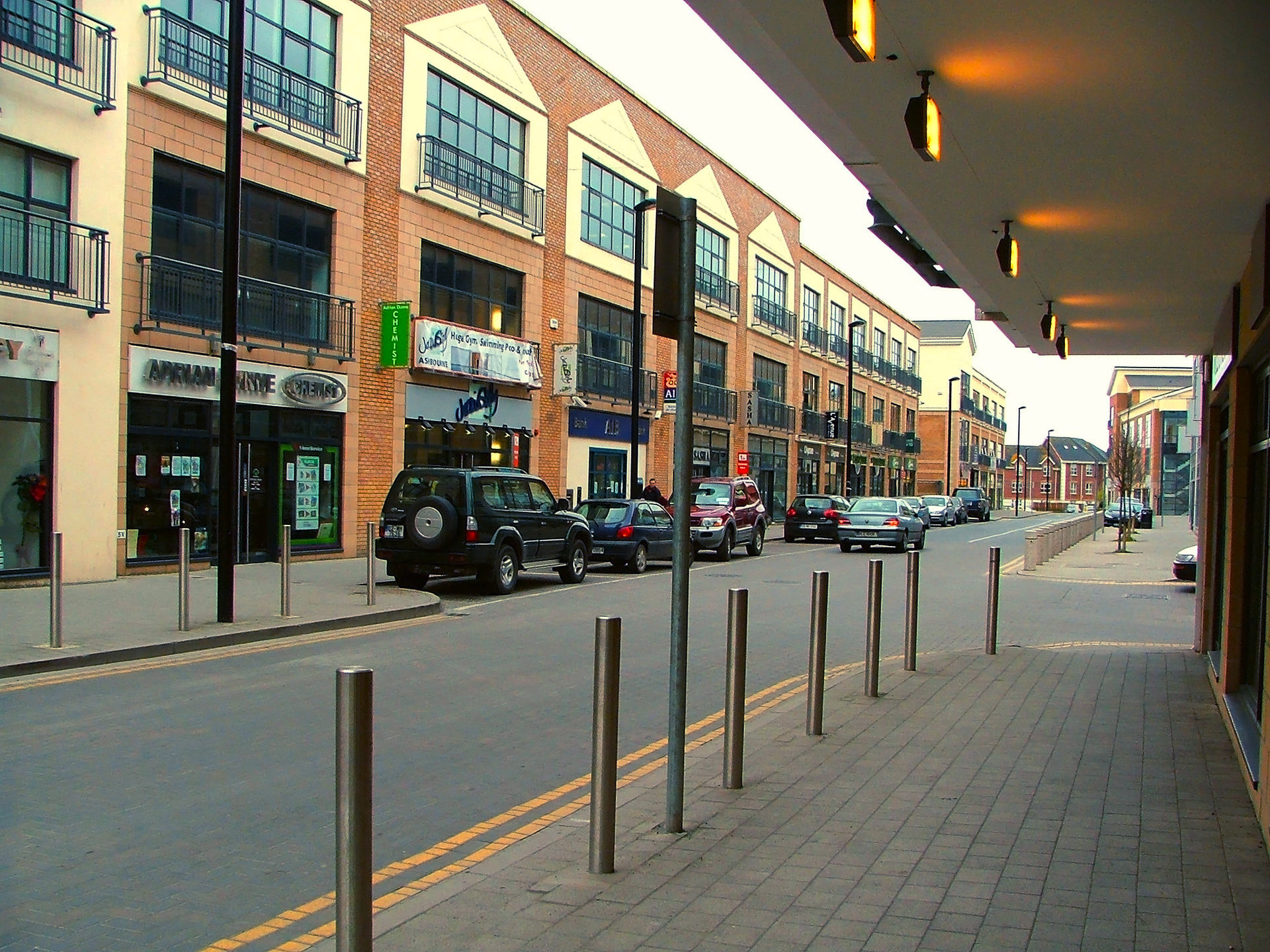
Killegland Street
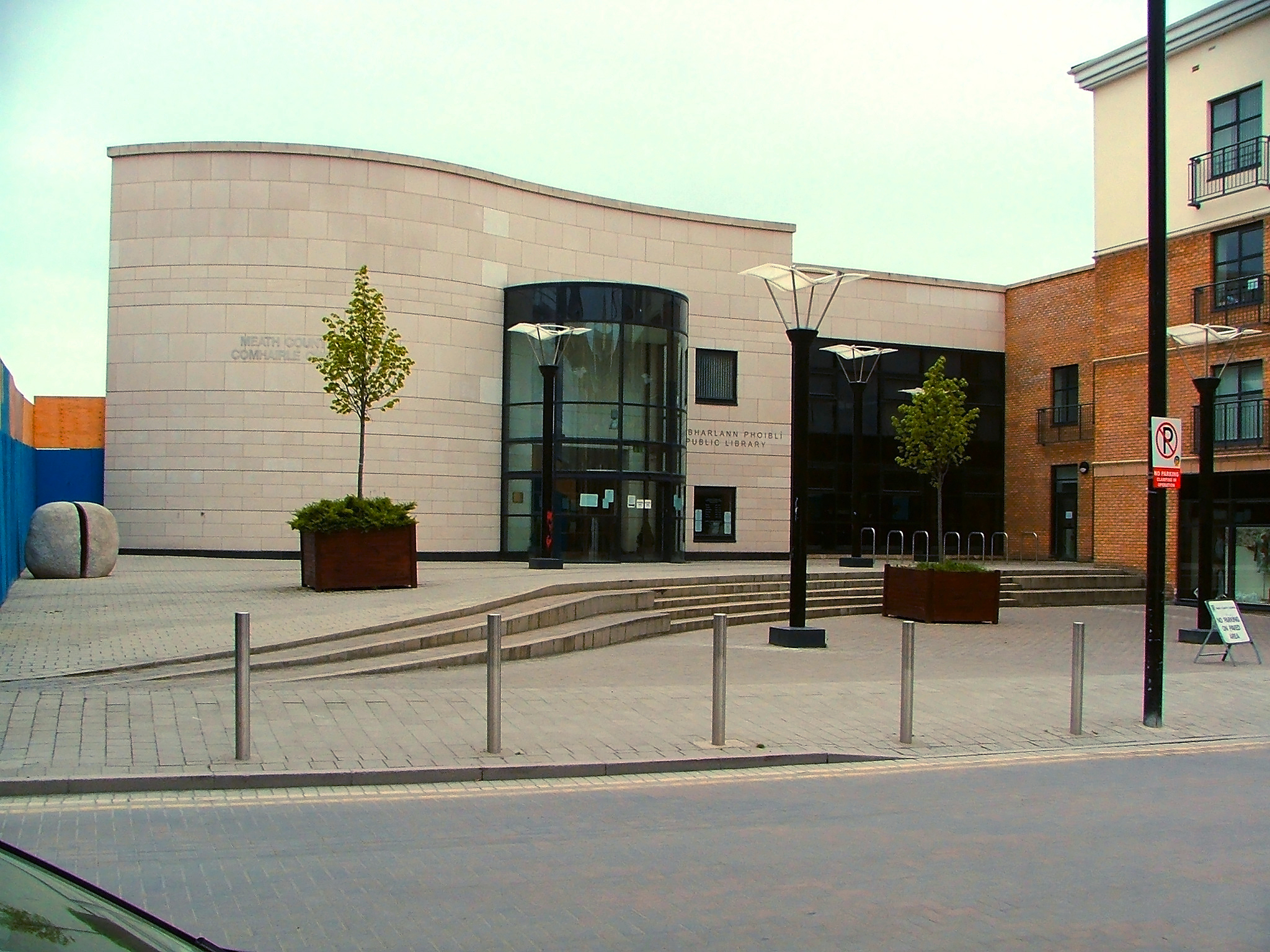
Verwaltungsgebäude mit der Bibliothek und der Toradh Gallery
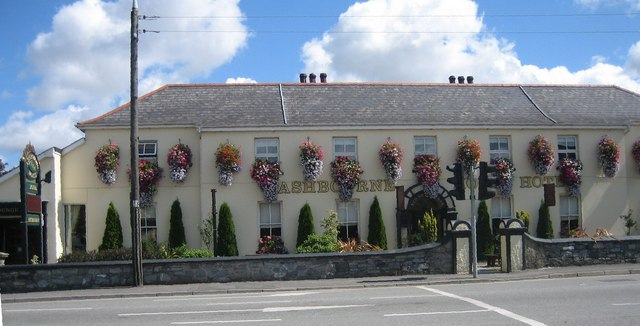
Ashbourne House, heutiges Hotel

## Verkehr
Durch die N2/M2 ist die Ortschaft unmittelbar an das Straßennetz der Hauptstadt Dublin angeschlossen.

## Persönlichkeiten
- Colm Condon (1921–2008), Jurist (Attorney General of Ireland)
- Willie Lenihan (1921–2009), Boxer, Teilnehmer an den Olympischen Spielen 1948
- Johnny Logan (* 1954), Sänger
- Nina Carberry (* 1984), Jockey und Politikerin (FG), Mitglied des Europaparlaments
- Peter Dempsey (* 1986), Automobilrennfahrer